# Lac Tilden
Pour les articles homonymes, voir Tilden.
Le lac Tilden (en anglais : Tilden Lake) est un lac américain dans le comté de Tuolumne, en Californie. Il est situé à 2 711 mètres d'altitude au sein de la Yosemite Wilderness, dans le parc national de Yosemite.